# Isla de Faro
Faro o Faros es una pequeña isla de Egipto situada frente a Canopo, cerca del puerto Alejandría, y unida a tierra a través de un puente construido por Dexífanes de Cnido, el Heptastadion, de forma que era parte de dicho puerto. Como la costa mediterránea egipcia es muy llana y carente de cualquier tipo de referencia útil para la navegación, se consideró necesaria una señal para indicar la entrada al puerto, función para la que servía Faros. Ptolomeo I ordenó construir una gran edificación que sirviese como hito, el Faro de Alejandría. En el siglo I los romanos lo usaban también de noche, con una hoguera y espejos reflectantes en la parte superior: esta fue la razón por la que su nombre dio origen a la palabra faro.

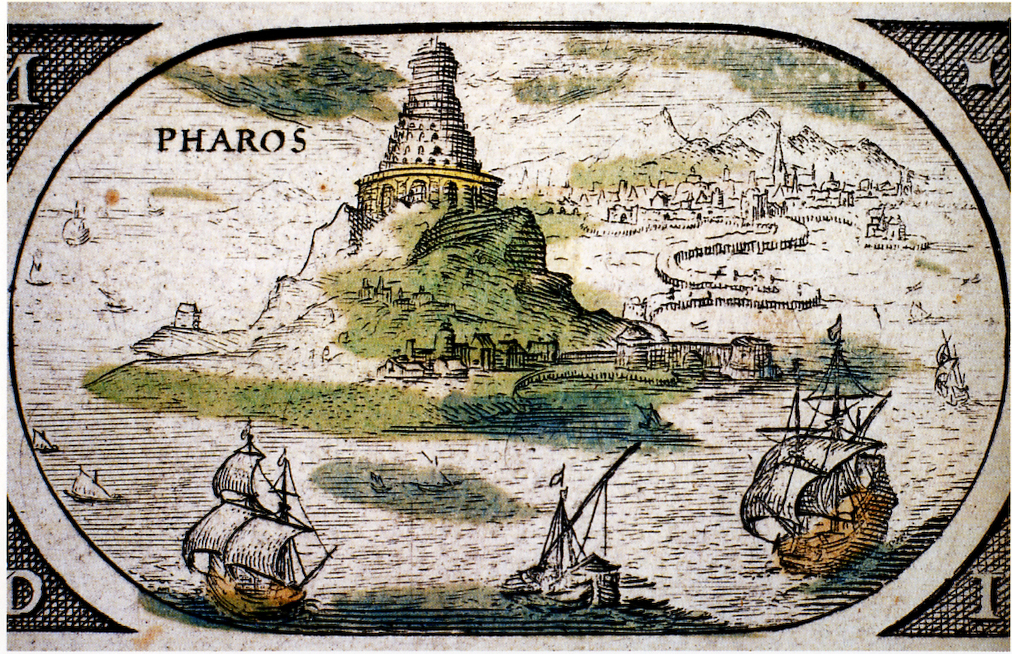
Representación de Faros con la torre y el Heptastadion. (1630).

En ocasiones, su nombre aparece escrito como Pharos, que es la transcripción latina del nombre griego, Φάρος, cuya correcta transcripción al español es Faro.

## Historia

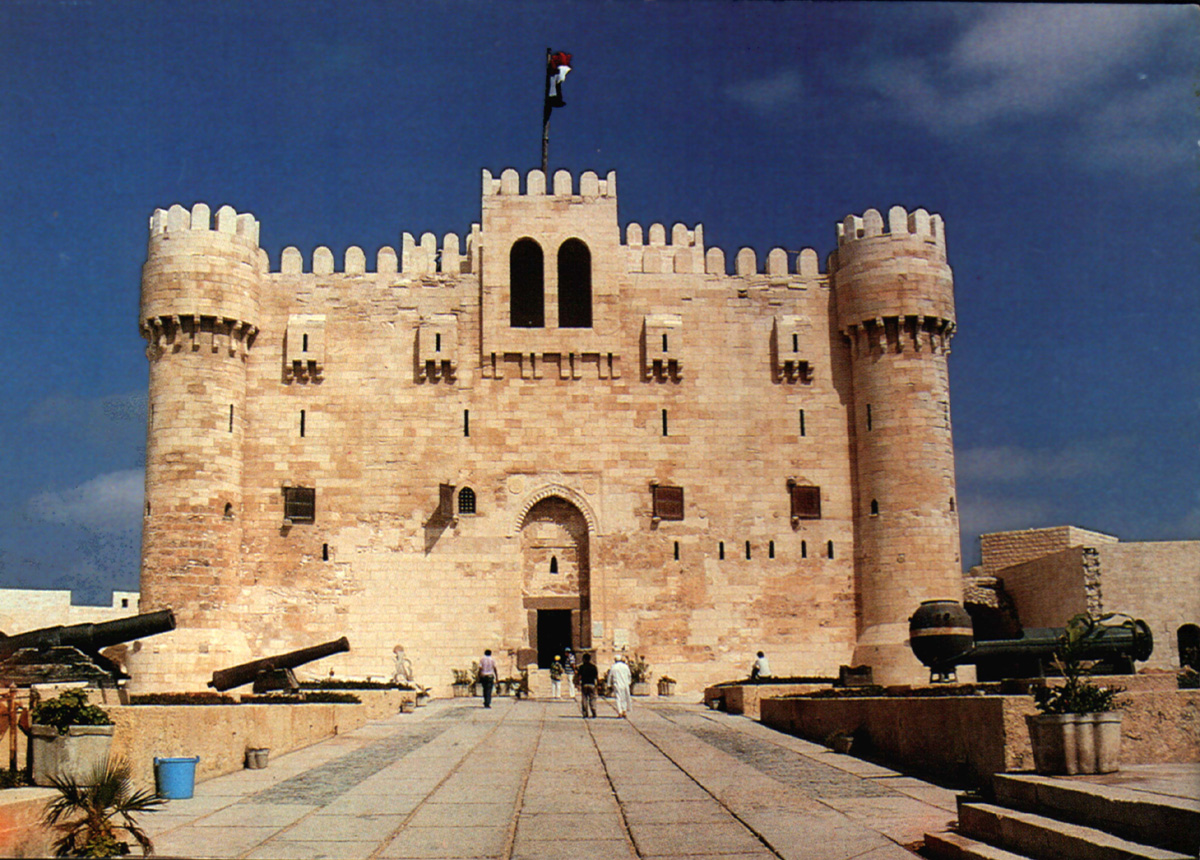
Ciudadela de Qaitbey.

Homero la menciona en la Odisea. Según la leyenda, el rey de Esparta Menelao desembarcó en la isla, cuyo nombre no conocía. Preguntó a un hombre cuál era el nombre del propietario, y el egipcio contestó Pera'a (en egipcio, Faraón). El rey entendió Pharos, que en griego antiguo significaba manta (τὸ φᾶρος: tela, vela), por lo que dio a la isla ese nombre.
Sóstrato de Cnido comenzó la construcción de una gran torre de avisos por orden de Ptolomeo I, que terminó durante el reinado de Ptolomeo II, en el 282 a. C.
En 1303 y 1323 la isla sufrió dos fuertes terremotos, de modo que la torre se derrumbó y muchos de sus restos fueron a parar al fondo del mar. Algunos autores creen que su desplome fue debido a que sus piedras estaban unidas con cuñas de hierro, que por efecto del salitre acabaron pudriéndose, y porque había dejado de utilizarse y mantenerse. En 1480, el sultán Qaitbey construyó una fortaleza utilizando los restos del faro, la llamada ciudadela de Qaitbey.